# Bosc de Yatir
Bosc de Yatir (hebreu: יער יתיר‎) és un bosc a Israel, que es troba al vessant sud de la Muntanya Hebron, a la vora del desert del Nègueb. El bosc té una superfície de 30 000 dúnam (30 quilòmetres quadrats), i és el bosc més gran plantat a Israel.

## Història

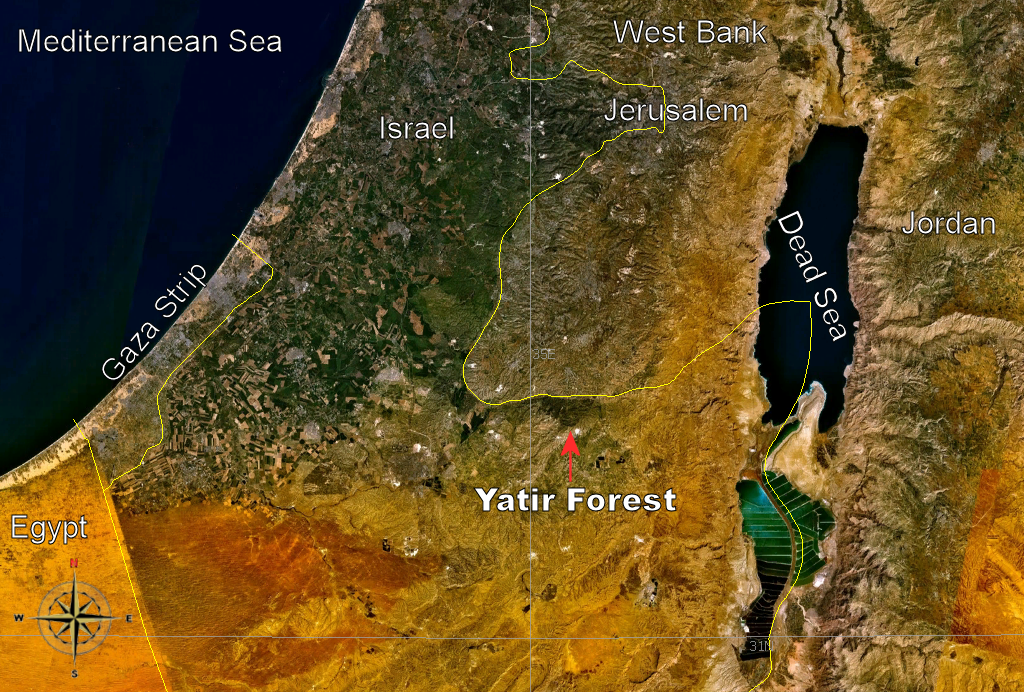
Ubicació del Bosc de Yatir.

Els primers arbres van ser plantats el 1964 pel Fons Nacional Jueu, per iniciativa de Yosef Weitz. Porta el nom de la ciutat antiga levita Yatir, que se situava al seu territori.
El bosc de Iàtir i els seus voltants tenen una àmplia varietat de llocs arqueològics, que daten de l'edat del ferro (Tel Arad, Khirbet Yatir) fins al període del Segon Temple (Khirbet Anim, Susya). Al mateix bosc hi ha diversos cellers i instal·lacions agrícoles que donen testimoni de la forma de vida de les poblacions en les diferents èpoques.

## Flora i fauna

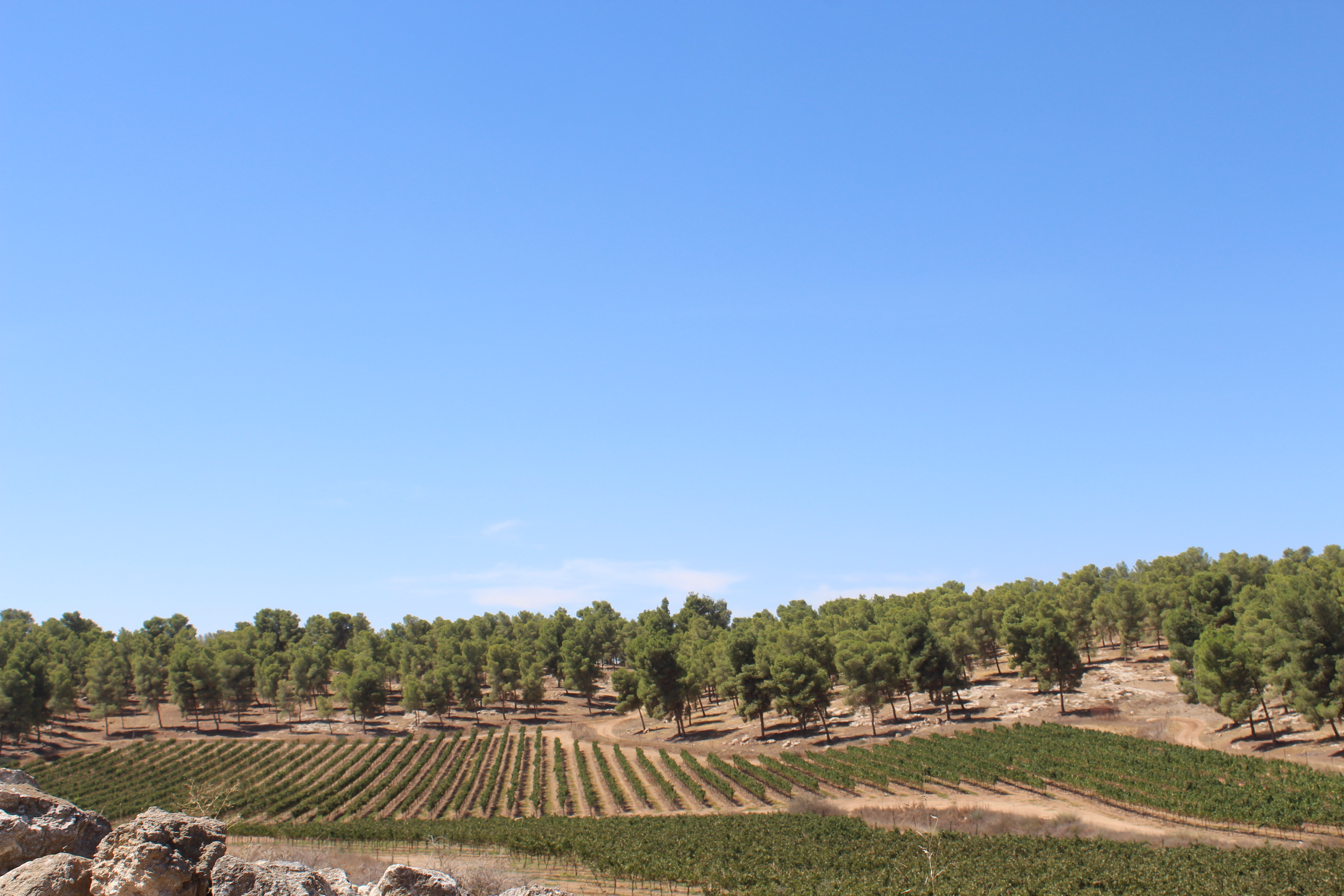
Vinyes.

Es van plantar més de quatre milions d'arbres, majoritàriament coníferes: pins d'Alep i xiprers, però també molts arbres de fulles amples com amàlcig de les Canàries, tamarius, ginjolers, garrofers, festucs, oliveres, figueres, eucaliptus i acàcies, així com vinyes i diversos arbustos com la ginesta moruna. De novembre a desembre, floreix el narcís de tardor. De febrer a març, l'anemone coronària, la rosella, l'allassa groga i la tulipa. El ciclamen de Pèrsia també es pot veure entre els pins.
El bosc s'ha tornat un refugi per a una àmplia varietat d'animals: mamífers – xacal daurat, guineu roja, gasela d'Aràbia, caracal, llebre del Cap, hiena ratllada, toixó, porc espí indi, mangosta comú, fagina, turó marbrat, llop gris i senglar; aus – mussol banyut, mussol emigrant, òliba comuna, duc eurasiàtic, milà negre, àguila marcenca, aligot rogenc, xoriguer petit, xoriguer comú, merla comuna, gaig eurasiàtic, torlit comú, hubara asiàtica, àguila daurada, àguila imperial oriental, cadernera europea, verderol, perdiu chukar i abellerol comú.

## Ecologia

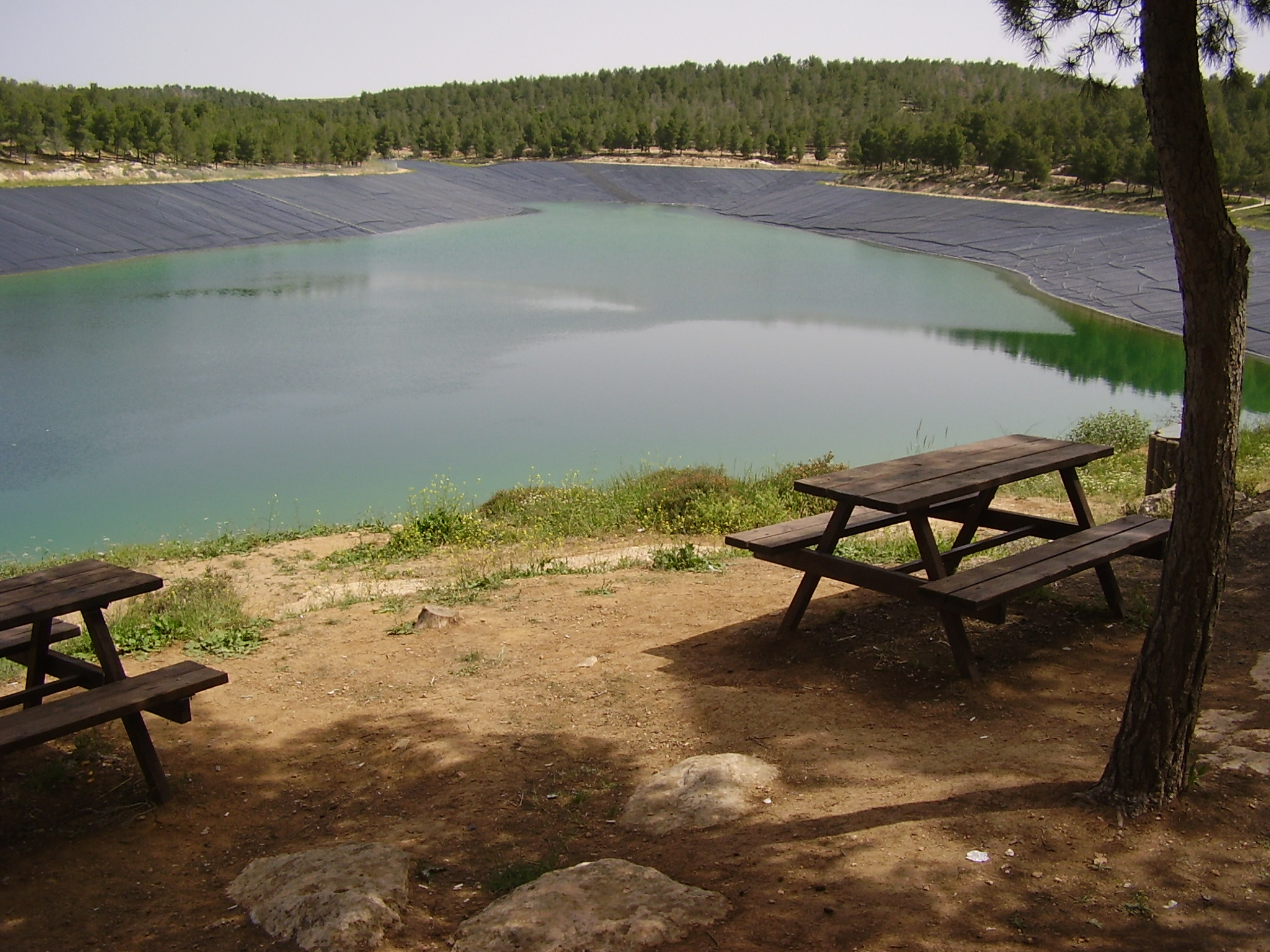
Embassament de Yatir.

El Bosc de Yatir ha canviat el paisatge àrid del nord del Nègueb, malgrat el pessimisme i crítiques de diversos experts, ha demostrat ser un instrument ecològic fonamental, reduint la desertificació i les inundacions al nord-est de Beerxeba.
El bosc està situat a una altitud relativament alta (entre 400 i 850 metres sobre el nivell del mar) en una regió semiàrida amb una precipitació anual mitjana de 300-350 mm i baixa humitat. El terra està compost per roques calcàries i argiloses. El sender nacional d'Israel, marcat el 1991, travessa el bosc. El bosc de Yatir està ubicat al sender al sud de Metar i al nord d'Arad. L'àrea també acull l'"embassament de Yatir", un embassament d'aigua de 650.000 metres cúbics, que es va establir amb l'objectiu de regar les vinyes i plantacions de la regió durant l'estiu.

## Investigació ecològica

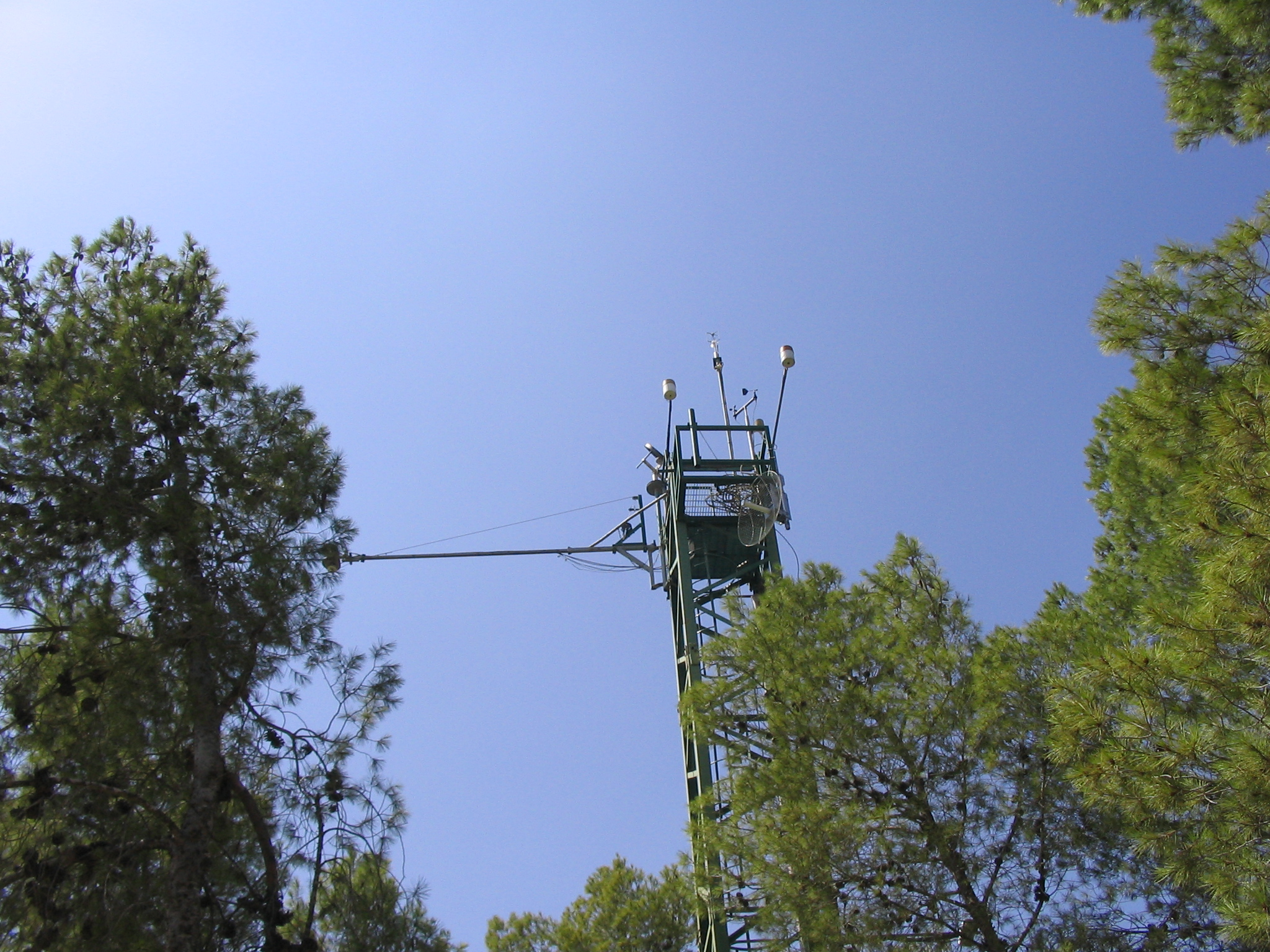
Torre meteorològica de l'Institut Weizmann.

Els estudis realitzats al bosc de Iàtir sota la direcció del professor Dan Yakir de l'Institut Weizmann de Ciències, en col·laboració amb l'Institut Jacob Blaustein de Recerca del Desert a Sedé Bóqer, han demostrat que els arbres funcionen com un parany per al carboni a l'aire. L'ombra proporcionada pels arbres plantats al desert també redueix l'evaporació de les escasses pluges.
El bosc de Iàtir també és part del projecte FLUXNET de la NASA, una xarxa global de llocs de torres micrometeorològiques que es fan servir per mesurar els intercanvis de diòxid de carboni, vapor d'aigua i energia entre els ecosistemes terrestres i l'atmosfera. L'Institut Arava d'Estudis Ambientals duu a terme una investigació al bosc de Iàtir que se centra en cultius com dàtils i raïms que es cultiven a les rodalies. La investigació forma part d'un projecte destinat a introduir nous cultius en zones àrides i salines.

## Granja ecològica

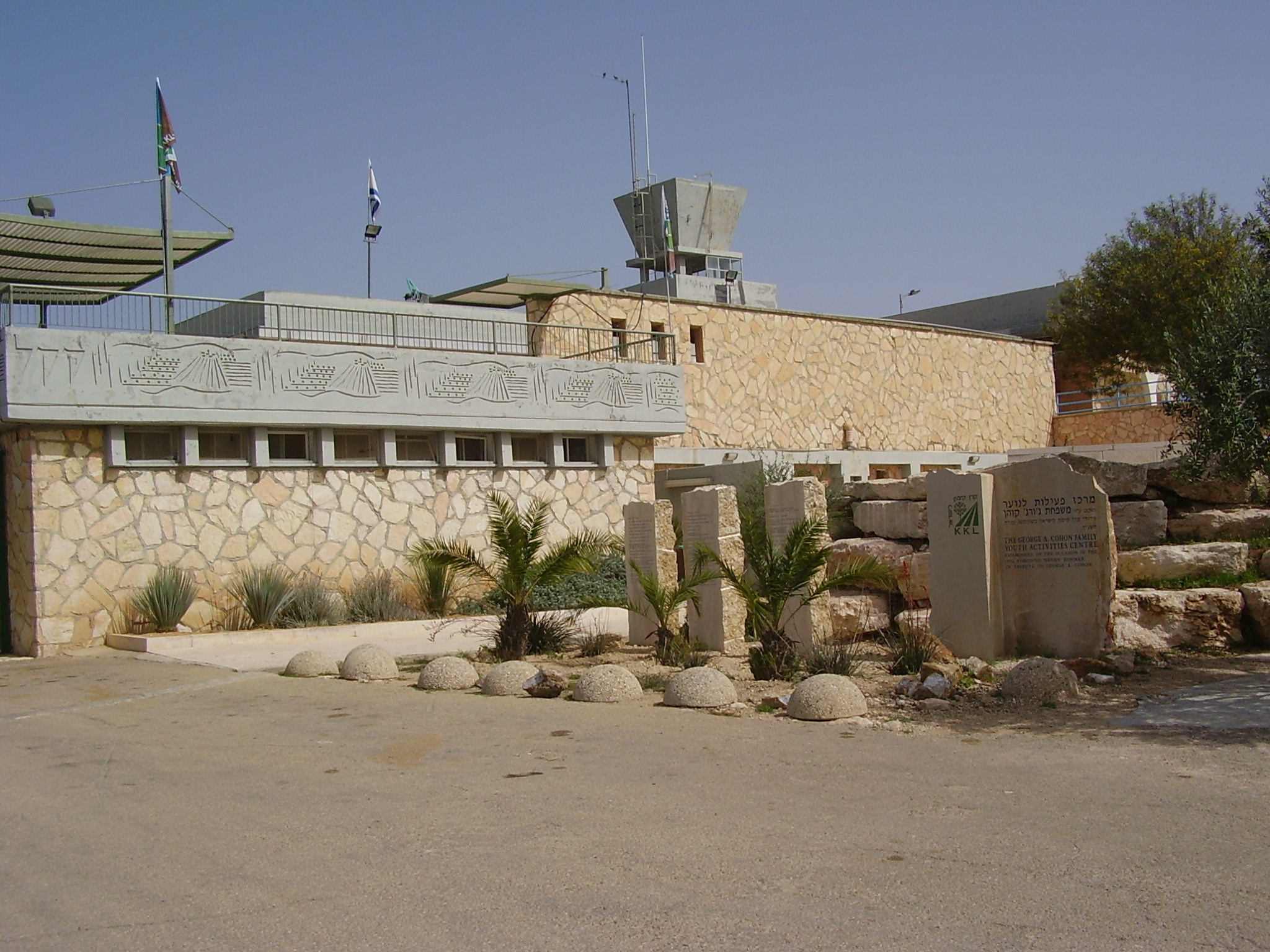
Fortalesa dels silvicultors.

La granja biològica Yatir està ubicada al costat del bosc, a prop del poble de Metar, al nord-est de Beerxeba i el poble beduïn d'Hura. La finca es basa en els principis de la permacultura i cultiva verdures, fruites, olives i herbes medicinals]]. Els elixirs, extractes medicinals i olis essencials es produeixen a partir d'herbes i plantes silvestres recol·lectades al desert, en cooperació amb els beduïns del Nègueb.

## Galeria

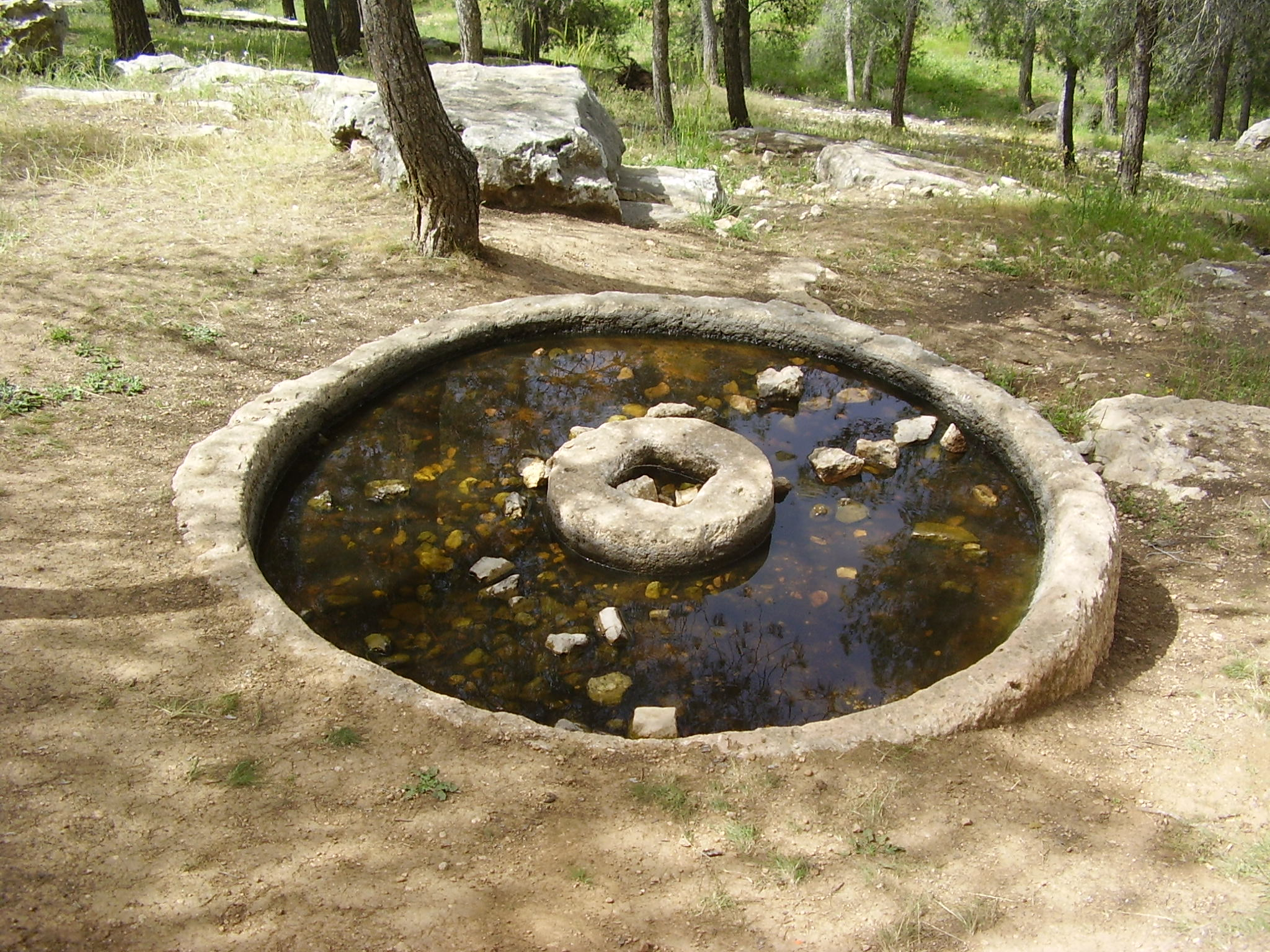
Antiga premsa d'oli
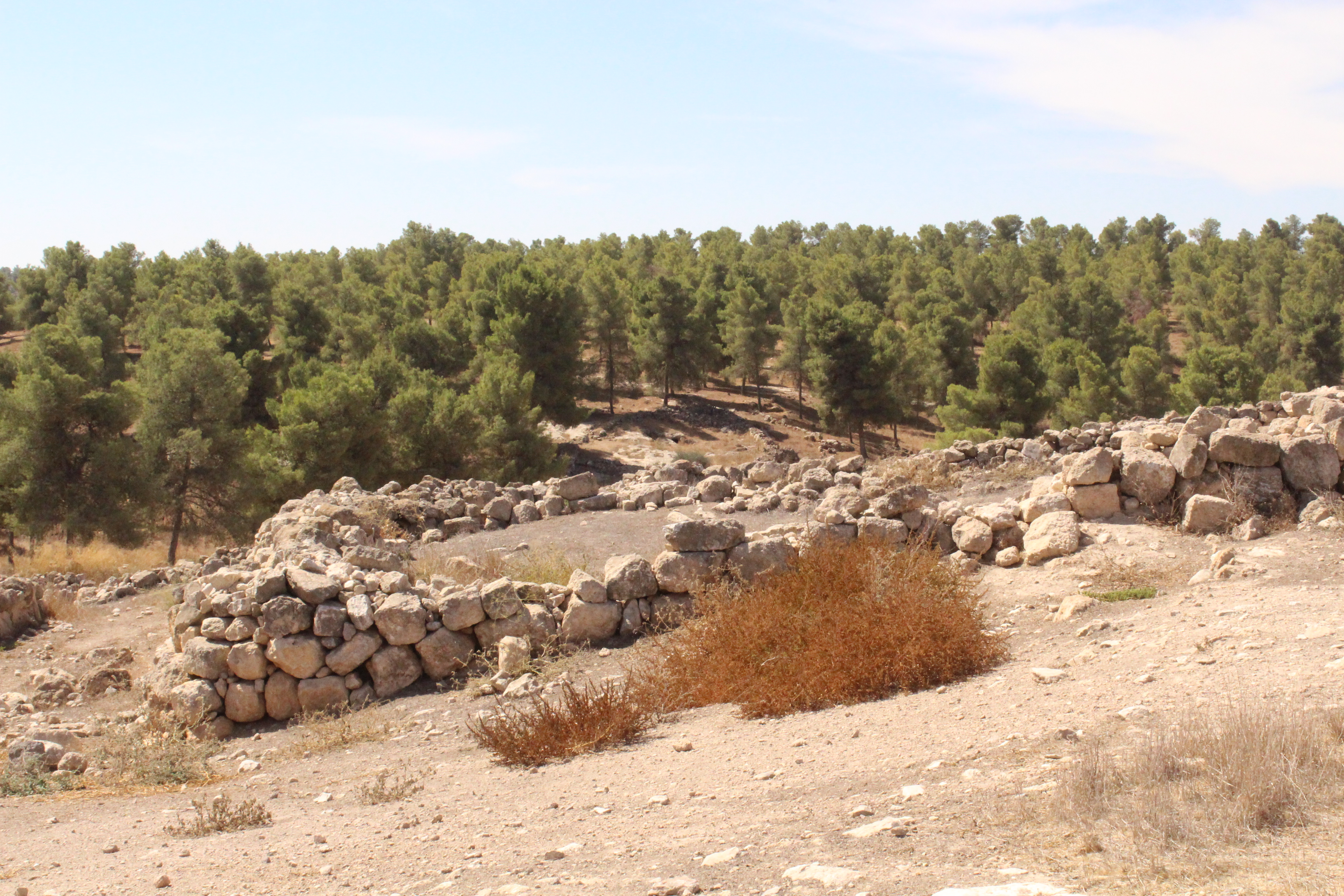
Restes arqueològiques
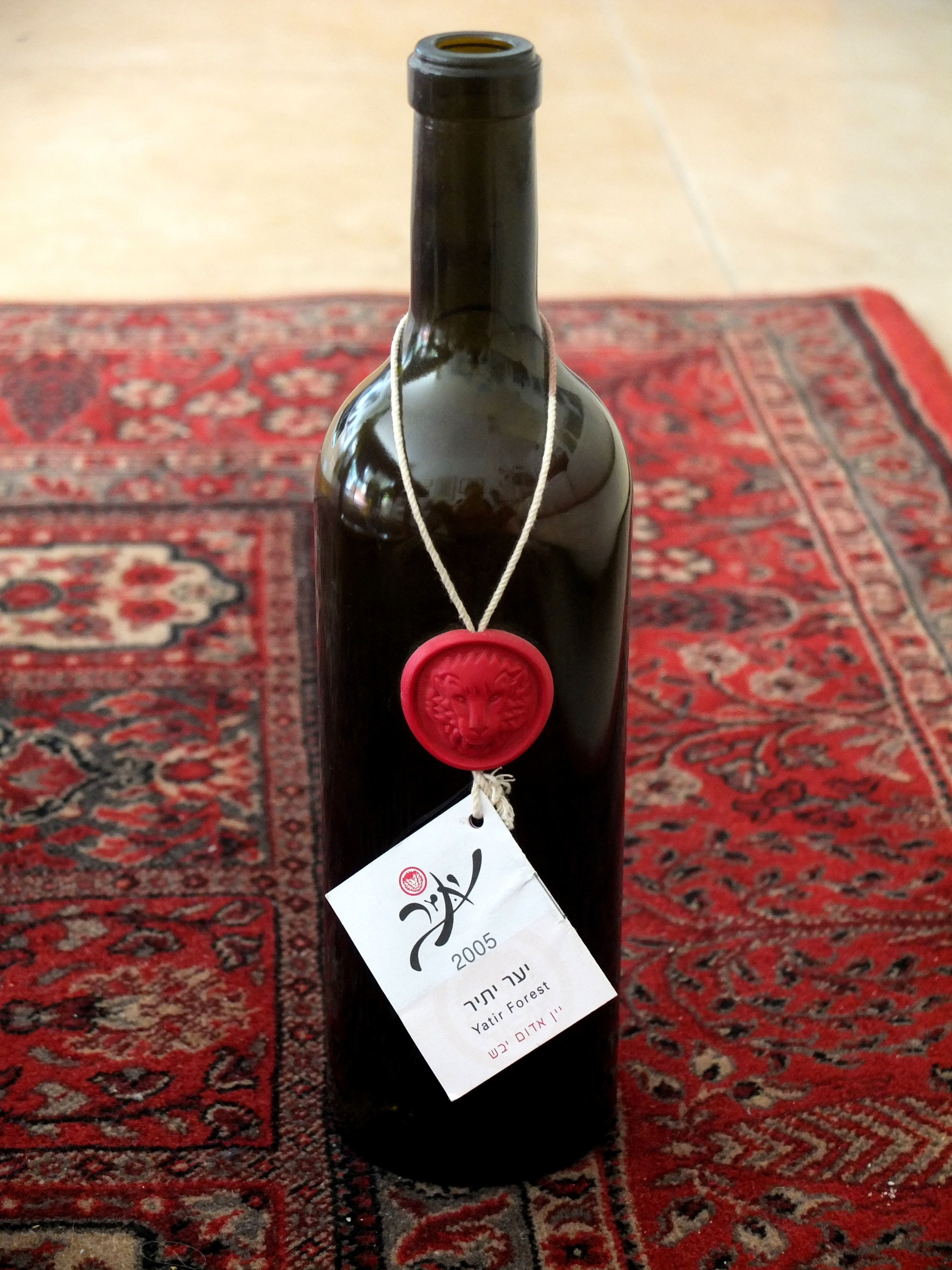
Vi de Yatir